# BRP Ilocos Norte
Le BRP Ilocos Norte (SARV-3501) est un patrouilleur de la Garde côtière philippine (PCG), le navire de tête de la classe Ilocos Norte.

## Historique
Les navires de la classe Ilocos Norte sont longs de 35 mètres et tout en aluminium. Ils ont été conçus par Tenix Shipbuilding en Australie, et sont basés sur le patrouilleur de classe Pacifique de la même société. Le préfixe « SARV » dans leur numéro de coque signifie « Search And Rescue Vessel » (en français : navire de recherche et sauvetage). Ces navires sont conçus pour une intervention rapide en cas d’urgence, la récupération des survivants et la coordination des opérations de sauvetage. Les quatre navires de la classe (dont le BRP Ilocos Norte) ont été livrés à la Garde côtière philippine en décembre 2001.
Le BRP Ilocos Norte a été mis en service le 9 mai 2003.
En mars 2015, ses moteurs auxiliaires bâbord et tribord ont fait l’objet d’une révision, pour laquelle un appel d'offres a été lancé par la Garde côtière philippine, pour un budget d’un peu moins de 3,5 millions de pesos philippins. L’opération de maintenance a été renouvelée en novembre 2018 et à nouveau en mai 2019. En avril 2018, un autre appel d’offres a été lancé par la Garde côtière philippine pour le remplacement et l’installation d’un raccord en caoutchouc défectueux de l’extrémité du volant moteur principal bâbord, pour un montant d’un peu plus de 2,5 millions de pesos philippins. 

## Commandants
- Captain Rommel A. Supangan
- Captain Marco Antonio P. Gines
- Captain Angel Z. Viliran[8]